# San Carlos, Salta
San Carlos är en kommunhuvudort i Argentina.   Den ligger i provinsen Salta, i den norra delen av landet, 1 200 km nordväst om huvudstaden Buenos Aires. San Carlos ligger 1 630 meter över havet och antalet invånare är 1 887.
Terrängen runt San Carlos är kuperad åt nordväst, men åt sydost är den platt. Trakten runt San Carlos är nära nog obefolkad, med mindre än två invånare per kvadratkilometer.. San Carlos är det största samhället i trakten. 
Omgivningarna runt San Carlos är i huvudsak ett öppet busklandskap.